# Ted Nasmith

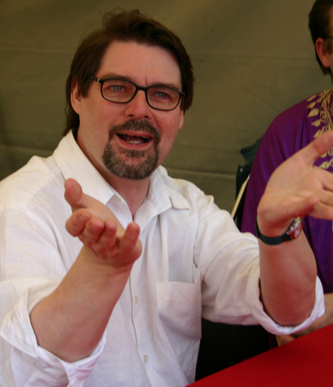
Ted Nasmith, 2005

Ted Nasmith (* 1956 in Goderich (Kanada)) ist ein kanadischer Illustrator und Künstler. Er gilt neben John Howe und Alan Lee als einer der bedeutendsten Illustratoren der Werke J. R. R. Tolkiens.

## Leben
Ted Nasmith wurde in Goderich in Kanada geboren. Sein Vater war in der Royal Canadian Air Force. Wie bei den meisten Kanadiern war seine Kindheit stark von ständigen Ortswechseln geprägt. So wohnte er auch für drei Jahre in Longuyon in Frankreich, nahe der deutschen Grenze, als Folge der dortigen Stationierung seines Vaters. Mitte der 1960er Jahre zog er dann nach Don Mills, einer Vorstadt von Toronto.
Beim Eintritt in die High School wurde ihm geraten, sich in ein kommerzielles Kunstprogramm einzuschreiben. Zuvor hatte er seine Angewohnheit, ständig Bilder zu zeichnen, lediglich als ausgeprägtes Hobby angesehen. Durch das hervorragende Lernumfeld an der High School hatte er die Möglichkeit, in vielen künstlerischen Gebieten arbeiten zu können. Dadurch gewann er schließlich mehr Vertrauen in seine künstlerischen Fähigkeiten.
1971, während seines dritten Jahres an der High School, las er zum ersten Mal auf Empfehlung seiner Schwester J. R. R. Tolkiens Der Herr der Ringe. Dieses Buch setzt von nun an einen neuen Schwerpunkt in seinem Leben. Nach seinem High-School-Abschluss begann er bald eine Ausbildung zum Bauzeichner (architectural renderer). Er bekam diesen Job, da er eine gewisse Begabung für diese Art der Illustration mitbrachte.
Inzwischen bemerkte er, wie Tolkiens Werk einen tiefen Einfluss auf ihn genommen hatte und zu vielem für ihn heute Wichtigen geführt hatte. Es erweckte in ihm eine schlafende Liebe von vergessenen Zeiten, Mythen und Legenden. Seit seiner Kindheit hatte er nicht mehr dieses Gefühl von Heimweh verspürt, welches er durch die Ereignisse der dazwischenliegenden Jahre unbewusst verdrängt hatte. Sofort begann er mit dem Malen von Szenen, inspiriert vom magischen und mystischen Flair dieser Reiche, in die er für Stunden hineingezogen wurde. Tolkien und die Zeichnungen hatten einen großen Einfluss auf ihn. Seine Begeisterung, Szenen aus dem Tolkienschen Universum zu malen, schien niemals enden zu wollen.
Durch die Unterstützung von Freunden und Familie für seine Zeichnungen von Der Herr der Ringe träumte er schließlich von der Veröffentlichung seiner Werke, insbesondere in einem der jährlich erscheinenden Tolkien-Kalender. Aber diese Vorstellung erschien ihm unrealistisch und nahezu unmöglich. Kleine Versuche endeten mit freundlichen Zurückweisungen. Die Veröffentlichung der Tolkien-Kalender von 1976, 1977 und 1978 der Gebrüder Hildebrandt spornten ihn jedoch erneut an, ernsthaft auf eine Veröffentlichung hin zu arbeiten, denn ihre Arbeiten waren realistisch und detailgenau. Jedoch hatte er das Gefühl, deren Arbeiten mit seinen eigenen übertreffen zu können. Ihre Arbeiten halfen ihm dann seinen eigenen Stil und Interpretationen zu finden.
Zu dieser Zeit, Mitte der 1980er Jahre, wurde er Mitglied der Tolkien Society. Mit deren Ermutigung im Rücken versuchte er es erneut bei Tolkiens Verlegern. Dieses Mal bekam er eine erfreuliche Antwort und sie boten ihm an, vier seiner Werke im Kalender von 1987 abzudrucken. Dies war der langersehnte Durchbruch. Um von diesem Kalender an weitere Kalender zu kommen, war nun wesentlich leichter. Es folgten vier weitere Veröffentlichungen im Kalender von 1988. Im Jahr 1990 wurde sein Traum eines komplett von ihm illustrierten Kalenders Wirklichkeit. Weitere Kalender folgten im Jahr 1992 und 1996. Zudem fanden seine Arbeiten für die Deckblätter der Taschenbuchausgaben von Der Hobbit so wie für Der Herr der Ringe Verwendung. 1996 erhielt er kurz nach seiner Rückkehr aus England eine Anfrage von Tolkiens Verlegern, ob er an der Illustration des Silmarillions interessiert wäre. Die Veröffentlichung der völlig neu illustrierten Ausgabe des Silmarillions im Jahr 1998 bewies sich als weiterer wichtiger Schritt zur Anerkennung als Tolkienkünstler. Der Herr der Ringe bleibt nach wie vor seine erste Liebe, auf dessen Basis er die 3 aufeinanderfolgenden Tolkien-Kalender für 2002 (Die Gefährten), 2003 (Die Zwei Türme) und 2004 (Die Rückkehr des Königs) illustrierte.
Ted Nasmith arbeitet heute als freischaffender Bauzeichner sowie als Illustrator für Tolkiens Bücher und andere Werke. Er lebt mit seiner Frau und drei Kindern in Toronto in Kanada.

## Zitat zu Tolkiens Werk
"It’s difficult to describe exactly what informs my interest in Tolkien, but suffice it to say quite simply that I have a powerful affinity with his writing, so full of vast, lost, misty expanses and its unique mixture of the familiar and strange."

## Mitgliedschaften
- Mitglied der Tolkien Gesellschaft
- Mitglied der Mythopoeic Society

## Werke

### Bücher, alleiniger Illustrator
- The Dream of Aengus, 1996, USA, ISBN 1-895555-72-8, 15 Illustrationen
- Auld Lang Syne, 1998, USA, ISBN 0-7737-3006-0, 12 Illustrationen
- Robert Foster's Complete Guide to Middle-earth, 2003, USA/Kanada, ISBN 0-00-716942-6.
- The Silmarillion, 2004, USA, ISBN 0-618-39111-8, ca. 50 Illustrationen

### Bücher, teilhabender Illustrator
- Realms of Tolkien: Images of Middle-earth, 1996, USA, ISBN 0-06-105532-8.
- Tolkien's World: Paintings of Middle-earth 1998, ISBN 1-56731-248-9, 10 Bilder
- The Silmarillion Poster Collection, 1998, UK, ISBN 0-261-10376-8, 6 Poster
- Tolkien's Middle-Earth and Monsters Postcard Book, 2002, USA, ISBN 0-00-714259-5.

### Tolkien Kalender
- Tolkien Calendar 1987, USA, 4 Bilder
- Tolkien Calendar 1988, USA, 4 Bilder
- Tolkien Calendar 1990, USA, 12 Bilder
- Tolkien Calendar 1992, USA, 12 Bilder
- Tolkien Calendar 1996, USA, 12 Bilder
- Tolkien Calendar 2000, USA, 12 Bilder
- Tolkien Calendar 2002 (The Fellowship), USA, ISBN 0-06-621154-9, 12 Bilder
- Tolkien Diary 2002 (The Fellowship), USA, ISBN 0-06-621153-0, 12 Bilder
- Tolkien Calendar 2003 (The Two Towers), USA, ISBN 0-06-008656-4, 12 Bilder
- Tolkien Diary 2003 (The Two Towers), USA, ISBN 0-06-008655-6, 12 Bilder
- Tolkien Calendar 2004 (The Return Of The King), USA, ISBN 0-06-055419-3, 12 Bilder
- Tolkien Diary 2004 (The Return Of The King), USA, ISBN 0-06-055421-5, 12 Bilder

### Musik
- The Hidden Door: Songs in the Key of Enchantment, 2012, 11 Titel

### Weitere Werke
- Puzzle: Arwen's Choice, 1997
- The Way is Shut (#30501), 1997
- The Hobbit Board Game: The Defeat of the Evil Dragon Smaug
- The Lord of the Rings Collectible Plates
- The Lord of the Rings Trivia Game, 2003